# Papaver burseri
Papaver burseri är en vallmoväxtart som beskrevs av Heinrich Johann Nepomuk von Crantz. Papaver burseri ingår i släktet vallmor, och familjen vallmoväxter. Inga underarter finns listade i Catalogue of Life.